# Phytocoris ceanoticus
Phytocoris ceanoticus är en insektsart som beskrevs av Stonedahl 1988. Phytocoris ceanoticus ingår i släktet Phytocoris och familjen ängsskinnbaggar. Inga underarter finns listade i Catalogue of Life.